# Dingir Patera
La Dingir Patera è una struttura geologica della superficie di Io.